# 静岡市立清水小島小学校
静岡市立清水小島小学校（しずおかしりつ しみずおじましょうがっこう）は、静岡県静岡市清水区小島町にある公立小学校。

## 沿革

### 年表
- 1874年（明治7年）3月 - 小島陣屋（旧小島藩庁）跡地に[1]「包蒙舎」創立[2]。
- 1892年（明治25年） - 「小島尋常小学校」と改称[2]。
- 1928年（昭和3年） - 現在地に移転[2]。
- 1947年（昭和22年） - 学制改革に伴い「小島村立小島小学校」に改称[2]。
- 1961年（昭和36年） - 清水市との合併により、「清水市立小島小学校」に改称[2]。
- 2003年（平成15年）4月 - 静岡市との合併に伴い、「静岡市立清水小島小学校」に改称[2]。

## 通学区域

### 清水区
| - 小島町 - 小島本町 | - 立花 - 但沼町 |

## アクセス
- しずてつジャストライン山の手線 「立花入口」停留所から、徒歩2分